# A Debreceni VSC a 2018-as naptári évben
Ez a szócikk a Debreceni VSC labdarúgócsapatának történéseit dolgozza fel a 2018-as naptári évben, havonkénti bontásban.